# La La Land (colonna sonora)
La La Land: Original Motion Picture Soundtrack è la colonna sonora del film La La Land diretto nel 2016 da Damien Chazelle. Il film è stato candidato a 14 premi Oscar e ne ha vinti 6.
La colonna sonora di La La Land è stata composta da Justin Hurwitz, mentre i testi sono stati scritti dai compositori teatrali Benj Pasek e Justin Paul, eccetto il brano Start a Fire, scritto da John Stephens, Jason Hurwitz, Marius De Vries e Angelique Cinelu.
Hurwitz ha vinto il Golden Globe per la migliore colonna sonora originale, il BAFTA alla migliore colonna sonora e l'Oscar alla miglior colonna sonora, mentre il brano City of Stars ha vinto il Golden Globe per la migliore canzone originale e l'Oscar alla miglior canzone.
La colonna sonora è stata pubblicata dall'etichetta Interscope Records il 9 dicembre 2016 in formato digitale e CD, mentre il 16 dicembre in formato vinile.
Il 27 febbraio 2017 viene pubblicata un'edizione speciale della colonna sonora, intitolata La La Land: The Complete Musical Experience, con in successione tutti i brani presenti all'interno del film e l'aggiunta di alcune nuove tracce.

## Tracce

### La La Land: Original Motion Picture Soundtrack
1. Cast del film – Another Day of Sun – 3:48
2. Emma Stone, Callie Hernandez, Sonoya Mizuno e Jessica Rothe – Someone in the Crowd – 4:19
3. Justin Hurwitz – Mia and Sebastian's Theme – 1:37
4. Ryan Gosling ed Emma Stone – A Lovely Night – 3:56
5. Justin Hurwitz – Herman's Habit – 1:51
6. Ryan Gosling – City of Stars – 1:51
7. Justin Hurwitz – Planetarium – 4:17
8. Justin Hurwitz – Summer Montage/Madeline – 2:04
9. Ryan Gosling ed Emma Stone – City of Stars – 2:29
10. John Legend – Start a Fire – 3:12
11. Justin Hurwitz – Engagement Party – 1:27
12. Emma Stone – Audition (The Fools Who Dream) – 3:48
13. Justin Hurwitz – Epilogue – 7:39
14. Justin Hurwitz – The End – 0:46
15. Justin Hurwitz – City of Stars (Humming) (feat. Emma Stone) – 2:43

Durata totale: 45:47

### La La Land: Original Motion Picture Score
1. Justin Hurwitz – Mia Gets Home – 0:27
2. Justin Hurwitz – Bathroom Mirror / You're Coming Right? – 1:23
3. Justin Hurwitz – Classic Rope-A-Dope – 0:45
4. Justin Hurwitz – Mia and Sebastian's Theme – 1:37
5. Justin Hurwitz – Stroll Up the Hill – 0:49
6. Justin Hurwitz – There the Whole Time / Twirl – 0:44
7. Justin Hurwitz – Bogart & Bergman – 2:11
8. Justin Hurwitz – Mia Hates Jazz – 1:10
9. Justin Hurwitz – Herman's Habit – 1:52
10. Justin Hurwitz – Rialto at Ten – 1:38
11. Justin Hurwitz – Rialto – 0:28
12. Justin Hurwitz – Mia and Sebastian's Theme (Late for the Date) – 1:34
13. Justin Hurwitz – Planetarium – 4:19
14. Justin Hurwitz – Holy Hell – 0:42
15. Justin Hurwitz – Summer Montage / Madeline – 2:04
16. Justin Hurwitz – It Pays – 2:12
17. Justin Hurwitz – Chicken on a Stick – 1:40
18. Justin Hurwitz, Ryan Gosling, Emma Stone – City of Stars / May Finally Come True – 4:18
19. Justin Hurwitz – Chinatown – 1:23
20. Justin Hurwitz – Surprise – 1:30
21. Justin Hurwitz – Boise – 1:13
22. Justin Hurwitz – Missed the Play – 0:36
23. Justin Hurwitz – It's Over / Engagement Party – 1:35
24. Justin Hurwitz – The House in Front of the Library – 0:31
25. Justin Hurwitz – You Love Jazz Now – 0:51
26. Justin Hurwitz – Cincinnati – 2:06
27. Justin Hurwitz – Epilogue – 7:39
28. Justin Hurwitz – The End – 0:46
29. Justin Hurwitz – Credits – 3:40
30. Justin Hurwitz – Mia and Sebastian's Theme (Celesta) – 1:28

Durata totale: 53:11

### La La Land: The Complete Musical Experience
1. La La Land Cast – Another Day Of Sun (With Radios) – 4:34
2. Justin Hurwitz – Mia Gets Home – 0:23
3. Justin Hurwitz – Bathroom Mirror / You're Coming Right? – 1:18
4. Emma Stone, Callie Hernandez, Sonoya Mizuno & Jessica Rothe – Someone In The Crowd – 4:19
5. Justin Hurwitz – Classic Rope-A-Dope – 0:45
6. Thelonious Monk – Japanese Folk Song – 1:39
7. Justin Hurwitz – Deck the Halls – 0:31
8. Justin Hurwitz – Mia & Sebastian's Theme – 1:37
9. D. A. Wallach – Take on Me – 2:59
10. D. A. Wallach – I Ran – 3:36
11. Justin Hurwitz – Stroll Up The Hill – 0:44
12. Ryan Gosling & Emma Stone – A Lovely Night – 3:59
13. Justin Hurwitz – There The Whole Time / Twirl – 0:44
14. Justin Hurwitz – Bogart & Bergman – 2:11
15. Justin Hurwitz – Mia Hates Jazz – 1:09
16. Justin Hurwitz – Herman's Habit – 1:50
17. Justin Hurwitz – Rialto At Ten – 1:38
18. Ryan Gosling – City of Stars – 1:51
19. Justin Hurwitz – Rialto – 0:28
20. Justin Hurwitz – Mia & Sebastian's Theme (Late For The Date) – 1:29
21. Justin Hurwitz – Planetarium – 4:19
22. Justin Hurwitz – Holy Hell! – 0:41
23. Justin Hurwitz – Summer Montage / Madeline – 2:04
24. Justin Hurwitz – It Pays – 2:11
25. Justin Hurwitz – Chicken On A Stick – 1:38
26. The Messengers – Messengers Rehearsal – 1:02
27. Justin Hurwitz – City of Stars / May Finally Come True – 4:09
28. John Legend – Start A Fire – 3:10
29. Justin Hurwitz – Chinatown – 1:22
30. Justin Hurwitz – Surprise – 1:30
31. Justin Hurwitz – Boise – 1:13
32. Justin Hurwitz – Missed The Play – 0:37
33. Justin Hurwitz – It's Over / Engagement Party – 1:34
34. Justin Hurwitz – The House In Front Of The Library – 0:31
35. Emma Stone – Audition (The Fools Who Dream) – 4:12
36. Justin Hurwitz – You Love Jazz Now – 0:50
37. Justin Hurwitz – Cincinnati – 2:06
38. Justin Hurwitz – Epilogue – 7:40
39. Justin Hurwitz – The End – 0:44
40. Justin Hurwitz – Credits – 3:39
41. Justin Hurwitz – City of Stars (Humming) – 2:39
42. Justin Hurwitz – Mia & Sebastian's Theme (Celesta) – 1:26
43. Eddie Wakes – Silent Night – 2:47
44. Emma Stone – Audition (The Fools Who Dream) (Studio Version) – 3:29

Durata totale: 93:17

## Classifiche
| Classifica (2017)        | Posizione massima |
| ------------------------ | ----------------- |
| Australia                | 7                 |
| Australia (jazz & blues) | 1                 |
| Austria                  | 7                 |
| Belgio (Fiandre)         | 6                 |
| Belgio (Vallonia)        | 4                 |
| Canada                   | 3                 |
| Danimarca                | 9                 |
| Finlandia                | 8                 |
| Francia                  | 2                 |
| Germania                 | 7                 |
| Giappone                 | 1                 |
| Grecia                   | 2                 |
| Italia (compilation)     | 1                 |
| Norvegia                 | 10                |
| Nuova Zelanda            | 17                |
| Paesi Bassi              | 13                |
| Polonia                  | 4                 |
| Regno Unito              | 1                 |
| Regno Unito (soundtrack) | 1                 |
| Repubblica Ceca          | 5                 |
| Scozia                   | 1                 |
| Spagna                   | 1                 |
| Stati Uniti              | 2                 |
| Stati Uniti (soundtrack) | 1                 |
| Svizzera                 | 3                 |
| Ungheria                 | 11                |